# Lijst van Surinaamse ministers van Planning en Ontwikkelingssamenwerking
Lijst van ministers van Planning en Ontwikkelingssamenwerking  (PLOS) van Suriname.
| Minister               | Periode     | Kabinet        |
| ---------------------- | ----------- | -------------- |
| Eddy J. Sedoc          | 1991 - 1993 | Venetiaan I    |
| Ronald R. Assen        | 1993 - 1996 | Venetiaan I    |
| Ernie A. Brunings      | 1996 - 1997 | Wijdenbosch II |
| Waldi Nain             | 1997 - 1999 | Wijdenbosch II |
| Dick C. de Bie *       | 1999 - 2000 | Wijdenbosch II |
| Stanley Raghoebarsing  | 2000 - 2005 | Venetiaan II   |
| Rick O. van Ravenswaay | 2005 - 2010 | Venetiaan III  |

* = waarnemend minister
In 2010 werd het Ministerie van Planning en Ontwikkelingssamenwerking opgeheven waarbij het 'Planning' deel naar Financiën ging en de rest naar Buitenlandse Zaken.
Arbeid · Binnenlandse Zaken · Buitenlandse Zaken · Defensie · Economische Zaken · Financiën · Justitie en Politie · Landbouw, Veeteelt en Visserij · Natuurlijke Hulpbronnen · Onderwijs en Volksontwikkeling · Openbare Werken · Planning en Ontwikkelingssamenwerking · Regionale Ontwikkeling · Ruimtelijke Ordening, Grond- en Bosbeheer · Sociale Zaken en Volkshuisvesting · Sport- en Jeugdzaken · Transport, Communicatie en Toerisme · Volksgezondheid
premier · president · vicepresident
gouverneurs (1650-1954) · gouverneurs (1954-1975) · gevolmachtigd ministers van Suriname